# Мироненко, Ирина Анатольевна
 Ирина Анатольевна Мироненко (род. 10 октября 1954, Ленинград) — российский психолог. Доктор психологических наук, профессор. Специалист в области теории, истории психологии и социальной психологии в контексте мирового научного процесса.

## Биография
Училась на факультете психологии ЛГУ им. Жданова по специальности «Психолог» (1973—1978). Научная специализация — общая и экспериментальная психология. Впоследствии окончила аспирантуру ЛГУ по кафедре общей психологии (1980—1984), защитив в 1984 году кандидатскую диссертацию по психологии (общая психология, 19.00.01). Доктор психологических наук (2005), диссертация — «Отечественная биосоциальная теория в контексте интеграции психологического знания». Профессор кафедры психологии личности факультета психологии СПбГУ (с 2017).
Член научных сообществ: Российское психологическое общество, European Society for the History of Human Sciences (Европейское общество истории гуманитарных наук).